# Янко Енчев
Янко А. Енчев е български журналист от Свищов.

## Биография
В 1891 година Енчев издава в Свищов вестник „Заря“, подкрепящ правителството на Стефан Стамболов. През есента на 1900 година издава в Свищов вестник „XX-ий век“. В 1902 - 1903 година редактира вестника за наука и литература „Знание“, орган на Славянското ученолюбиво дружество „Св. св. Кирил и Методий“ в Свищов. От 1933 до 1935 година издава в Свищов вестник „Дунав“.
Енчев е активист на Македоно-одринската организация. През лятото на 1900 година е делегат от Свищовското македоно-одринско дружество на Седмия македоно-одрински конгрес.